# Фристайл (лыжный спорт)

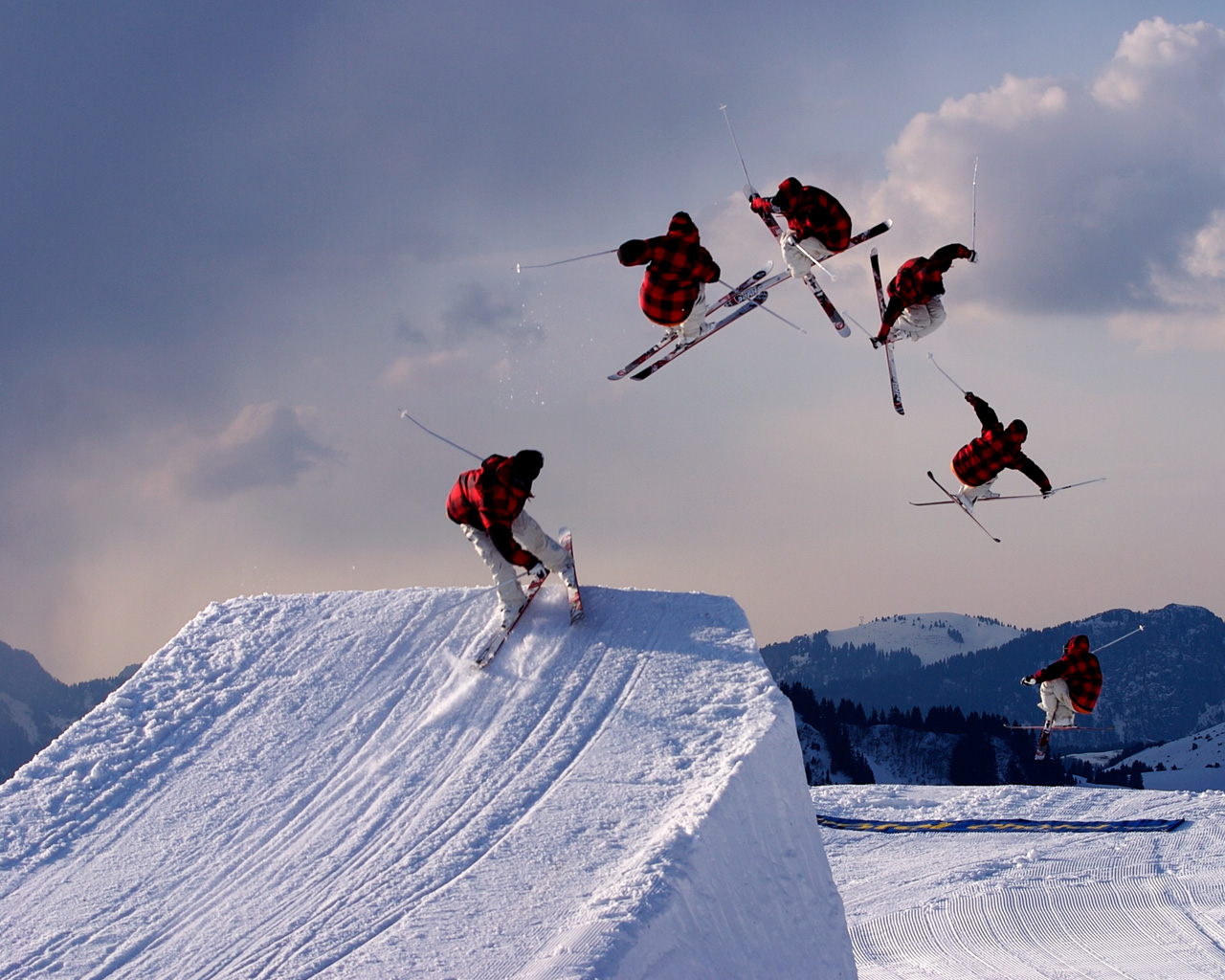
Слоупстайл

Фриста́йл (англ. freestyle skiing) — вид лыжного спорта, входящий в программу зимних Олимпийских игр. Дисциплинами фристайла являются биг-эйр, лыжная акробатика, могул, ски-кросс, хафпайп, слоупстайл. К фристайлу принято относить и стиль ньюскул. Лыжный балет — одна из дисциплин фристайла, существовавшая до 1999 года, была исключена из программ официальных соревнований.
Организационно фристайл входит в число лыжных видов спорта, соревнования по которым проводятся под эгидой Международной федерации лыжного спорта.
На чемпионате мира по фристайлу первые семь команд в рейтинге — это команды Канады, США, Франции, Китая, Швейцарии, России и Норвегии.

## История

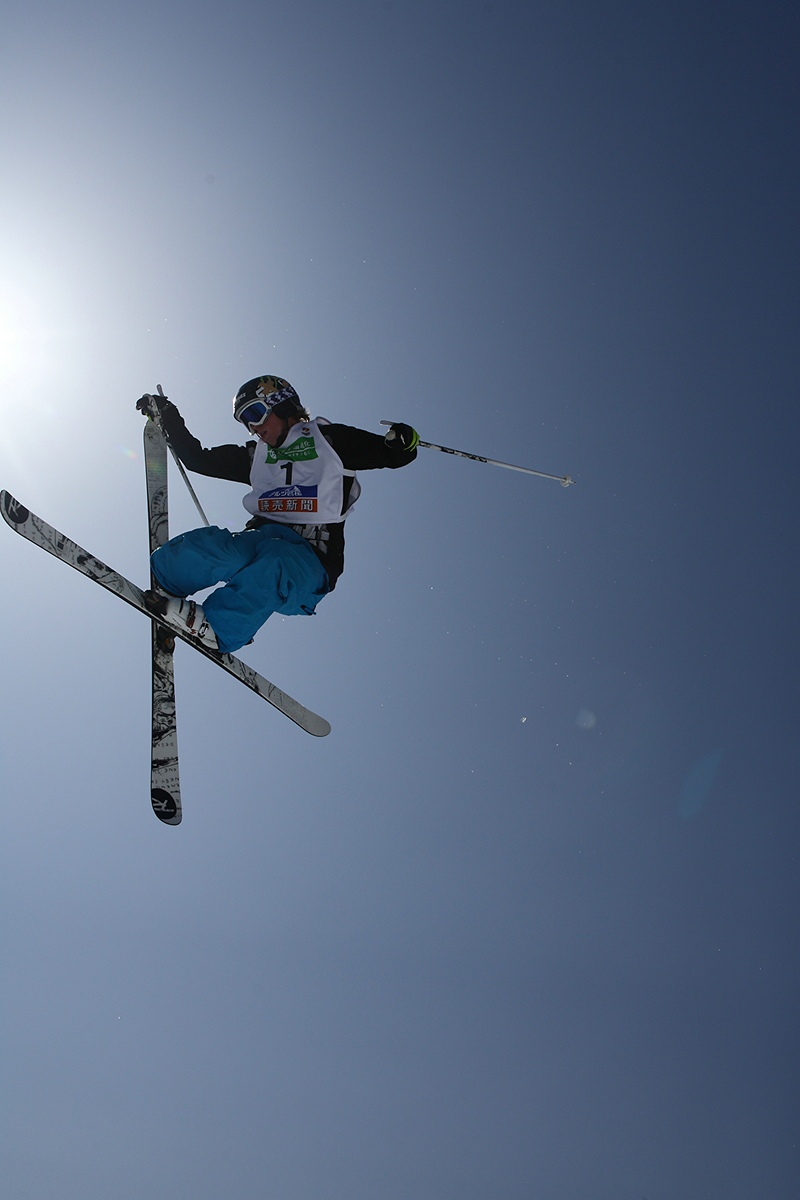
Француз Ксавье Бертони в хафпайпе на чемпионате мира 2009 года в Инавасиро

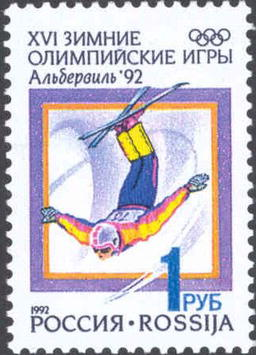
Почтовая марка России. 1992 год

Фристайл является относительно молодым зимним видом спорта, начиная с 1950-х годов. До этого фристайл представлял собой горное шоу в виде лыжного балета, предназначенное для развлечения отдыхающей публики и извлечения доходов. В 1926 году в Германии появилась первая книга, полностью посвящённая лыжному балету. Её автором был горнолыжник и альпинист доктор Фриц Руэль.
Фристайл, как вид спорта, первоначально возник как смесь горных лыж и акробатики. Первые соревнования по фристайлу были проведены в Attitash, Нью-Хэмпшир в 1966 году.
Кубок мира по фристайлу разыгрывается с 1978 года. В 1986 году во французском Тине был проведён первый чемпионат мира.
На Зимней Олимпиаде фристайл впервые был представлен в качестве показательных выступлений в 1988 году, на XV зимней Олимпиаде в Калгари. Первые олимпийские медали по фристайлу (в мужском и женском могуле) были разыграны на следующей зимней Олимпиаде в Альбервиле. В последующие годы олимпийская программа дисциплин по фристайлу расширялась:
- В 1994 году в Лиллехаммере была добавлена лыжная акробатика;
- Лыжный кросс, дебютировал в Ванкувере в 2010 году;
- В 2014 году хафпайп и слоупстайл были добавлены в программу зимней Олимпиады в Сочи.

Таким образом, на сегодняшний день олимпийскими дисциплинами фристайла являются лыжная акробатика, могул, ски-кросс, хафпайп и слоупстайл и биг-эир.
В СССР фристайл появился в 1970-х годах. 1 июля 1985 года был создан отдел лыжного фристайла Спорткомитета СССР. Первые всесоюзные соревнования по фристайлу состоялись в феврале 1986 года, в окрестностях деревни Горки. В 1987 году в Домбае прошли первые международные показательные соревнования с участием спортсменов СССР, когда в гости к советским спортсменам приехали команды США и Канады. В 1988 году была создана самостоятельная Федерация фристайла СССР.

## Дисциплины фристайла

### Лыжная акробатика
В лыжной акробатике спортсмены со специально спрофилированного трамплина совершают серию из двух различных по сложности прыжков. Трамплины бывают 3 видов: большой (тройной) (высота 4,05 метра, уклон 70°); средний (двойной) (3,5 метра, 65°); малый (сальтовый) (2,1 метра, 55°). Гора приземления должна быть покрыта рыхлым снегом. Очки начисляются за технику отрыва от трамплина, траекторию полета, фигуру и приземление. 5 судей оценивают фигуру (из 7 баллов), 2 судей оценивают приземление (из 3 баллов). Наибольшую и наименьшую оценку за полет отбрасывают, оставшиеся 3 оценки суммируют. Из оценок за приземление выводят среднюю оценку и умножают её на 3. Полученные суммы за полет (максимум — 21 балл) и приземление (максимум — 9 баллов), складывают и умножают на коэффициент сложности элемента. По наибольшему числу баллов определяется победитель. На данный момент, неофициальным рекордом является сумма баллов — 268.7 (Джерет Петерсон, 11 января 2007).

### Могул
Могул — это спуск по бугристому, кочковатому склону. Лавируя между буграми, спортсмен постоянно поворачивает ноги с лыжами то в одну, то в другую сторону. Трасса спуска содержит два трамплина, на которых лыжник демонстрирует прыжки. Выступление оценивается по следующим критериям: техника поворотов, сложность прыжков и качество их исполнения, а также время спуска. Разновидность — парный (параллельный) могул, когда два спортсмена идут параллельным курсом.

### Ски-кросс
Ски-кросс — гонка по специальной горнолыжной трассе, включающая в себя снежные препятствия в виде различных трамплинов, волн, и виражей. Соревнования по ски-кроссу проходят в два этапа. На первом этапе, в квалификации, спортсмены проходят трассу на время по одному. По результатам квалификации спортсмены распределяются по группам в четыре человека для участия в финалах. Финальные заезды проходят по олимпийской схеме, с выбыванием. Побеждает тот, кто приходит к финишу первым.

### Слоупстайл
Слоупстайл — выполнение серии акробатических прыжков на трамплинах, пирамидах, контруклонах, перилах, расположенных последовательно на всем протяжении трассы. Дисциплина включена в программу Олимпиады-2014 решением Исполкома МОК на заседании в Дурбане (ЮАР) 4 июня 2011.

### Лыжный хаф-пайп
Лыжный хафпайп — спортивная дисциплина в зимнем олимпийском виде спорта фристайл (лыжный спорт), заключающаяся в спуске на лыжах по специально оборудованному склону, называемому хафпайп (полтрубы). Дисциплина в качестве олимпийской дебютировала на зимних Олимпийских играх 2014 года в Сочи (Россия).